# Ocyceros
Ocyceros es un género de aves bucerotiformes de la familia Bucerotidae propias del subcontinente Indio.

## Especies
Se reconocen las siguientes especies:
- Ocyceros griseus (Latham, 1790) - cálao gris malabar
- Ocyceros gingalensis (Shaw, 1812) - cálao gris cingalés
- Ocyceros birostris (Scopoli, 1786) - cálao gris indio